# Xanthoparmelia harrisii
Xanthoparmelia harrisii är en lavart som beskrevs av Hale. Xanthoparmelia harrisii ingår i släktet Xanthoparmelia och familjen Parmeliaceae.   Inga underarter finns listade i Catalogue of Life.